# Dan bitke za Anglijo
Dan bitke za Anglijo (izvirno angleško Battle-of-Britain-Day) je bila letalska bitka druge svetovne vojne, ki je potekala 15. septembra 1940 med Kraljevim vojnim letalstvom in Luftwaffe. Dan predstavlja prelomni trenutek bitke za Anglijo, saj so Nemci izvedli dva dnevna letalska napada na London, pri čemer so izgubili skoraj četrtino sodelujočih letal; posledično niso več izvajali dnevnih, ampak samo nočne letalske napade.